# جوني سيرل
جوني سيرل (بالإنجليزية: Jonny Searle)‏ هو مجدف بريطاني، ولد في 1 مايو 1969 في أشفورد في المملكة المتحدة.

## وصلات خارجية
- جوني سيرل على موقع الاتحاد الدولي للتجديف (الإنجليزية)
- جوني سيرل على موقع أوليمبيديا (الإنجليزية)
- جوني سيرل على موقع اللجنة الأولمبية البريطانية (الإنجليزية)